# Crenichthys baileyi
Crenichthys baileyi är en fiskart som först beskrevs av Gilbert, 1893.  Crenichthys baileyi ingår i släktet Crenichthys och familjen Goodeidae. IUCN kategoriserar arten globalt som sårbar.

## Underarter
Arten delas in i följande underarter:
- C. b. baileyi
- C. b. albivallis
- C. b. grandis
- C. b. moapae
- C. b. thermophilus